# Tim Jesgarzewski
Tim Jesgarzewski (* 26. August 1978 in Bremen) ist ein deutscher Rechtswissenschaftler.

## Person
Tim Jesgarzewski wuchs im Landkreis Osterholz auf. Er studierte von 1999 bis 2004 Rechtswissenschaften an der Universität Bremen. Daran schloss sich 2005 die Promotion am Lehrstuhl von Peter Derleder mit der Dissertation Die Grenzen formularmäßiger Vereinbarung einseitiger Leistungsbestimmungsrechte an. Nach dem Referendariat im Bezirk des Oberlandesgerichts Celle von 2005 bis 2007 erfolgte die Niederlassung als Rechtsanwalt in Osterholz-Scharmbeck. Jesgarzewski ist dort als Fachanwalt für Arbeitsrecht, Familienrecht und Verkehrsrecht tätig. Ferner bildet Jesgarzewski Fachanwälte aus und fort und schult und berät Betriebsräte.
Im Jahre 2011 wurde Jesgarzewski zum Professor für Arbeits- und Wirtschaftsrecht an der FOM Hochschule für Oekonomie und Management Bremen ernannt. Er war Wissenschaftlicher Leiter des KompetenzCentrums für Wirtschaftsrecht (KCW) mit Sitz in Hamburg.

## Ehrenämter und Funktionen
Tim Jesgarzewski ist seit 2001 Mitglied im Rat der Stadt Osterholz-Scharmbeck und seit 2011 Abgeordneter des Landkreises Osterholz und war 1. stellv. Landrat. Er ist zudem Mitglied bzw. Vorsitzender verschiedener Aufsichtsgremien wie folgt:
- Vorsitzender Aufsichtsrat Osterholzer Stadtwerke GmbH & Co. KG[2]
- Stellv. Vorsitzender Verwaltungsrat Sparkasse Rotenburg Osterholz
- Vorsitzender Gesellschafterversammlung Abfallservice Osterholz GmbH
- Verbandsausschussmitglied Ems-Weser-Elbe
- Versorgungs- und Entsorgungsverband (EWE)

## Mitgliedschaften
Jesgarzewski ist Mitglied der Sozialdemokratischen Partei Deutschlands (SPD) und der Arbeiterwohlfahrt (AWO). Zudem gehört er dem Deutschen Roten Kreuz (DRK) und dem Sozialverband Deutschland (SoVD) an.

## Publikationen (Auswahl)
Lehrbücher
- Wirtschaftsprivatrecht. Springer Gabler, 5. überarbeitete und erweiterte Auflage 2022, ISBN 978-3-658-36473-1.
- Fallstudien zum Wirtschaftsprivatrecht. Springer Gabler, 2. Auflage 2018, ISBN 978-3-658-19807-7.
- Arbeitsrecht. Springer Gabler, 2. akt. und überarbeitete Auflage 2022, ISBN 978-3-658-36402-1.
- Fallstudien zum Arbeitsrecht. Springer Gabler, 2. Auflage 2019, ISBN 978-3-658-26491-8.
- mit Schmittmann (Hrsg.): Steuerrecht Springer Gabler, 3. Auflage 2020, ISBN 978-3-658-28909-6.

Dissertation
- Die Grenzen formularmäßiger Vereinbarung einseitiger Leistungsbestimmungsrechte – Unter besonderer Berücksichtigung des Bank- und Arbeitsvertragsrechts. Diss. Nomos 2006, ISBN 978-3-8329-1725-8.

Geschichte und Politik
- Für Freundschaft, Solidarität und soziale Gerechtigkeit: Luise Nordhold – Biografie einer Sozialdemokratin 1917–2011. Donat Verlag 2011, ISBN 978-3-938275-87-0.